# Seznam filmskih festivalov
Seznam filmskih festivalov.

## B
- Beneški mednarodni filmski festival (1. nagrada: Zlati lev)
- Berlinale, Berlin (1. nagrada: Zlati medved)

## C
- Filmski festival v Cannesu (1. nagrada: Zlata palma)

## K
- Mednarodni filmski festival v Karlovih Varih (1. nagrada: Kristalni globus)

## L
- Filmski festival v Locarnu (1. nagrada: Zlati leopard)
- Ljubljanski mednarodni filmski festival (1. nagrada: Vodomec)

## M
- Mednarodni filmski festival v Moskvi (1. nagrada: Zlati Šentjernej)
- Motovunski filmski festival (1. nagrada: Propeler Motovuna)

## S
- Filmski festival v San Sebastianu (1. nagrada: Zlata školjka)
- Filmski festival Sundance, Utah, ZDA